# Грен, Элмар Янович
Элмар Янович Грен (латыш. Elmārs Grēns, род. 9 октября 1935, Рига) — советский и латвийский биохимик, член-корреспондент Российской академии наук.

## Биография
Родился в 1935 году в Риге. В 1959 году окончил химический факультет Латвийского государственного университета и получил распределение в Институт органической химии Латвийской Академии наук, где работал с 1958 года.
С 1975 по 1991 годы был заведующим отделом и заместителем директора по научной работе. 
В 1987 году был избран членом-корреспондентом АН СССР по Отделению биохимии, биофизики и химии физиологически активных соединений (генетическая инженерия, биотехнология). В начале 1990-х годов возглавил Институт молекулярной биологии. 
В 1993—2001 годах возглавлял Латвийский центр биомедицинских исследований. В 1995—1998 годах был президентом Сената Латвийского университета.

## Научные результаты
Э. Я. Грен стал одним из основоположников генной инженерии в Латвийской ССР. Эти исследования развивались по двум направлениям. Во-первых — поиски методов синтеза интерферонов — природных белков, способных бороться с некоторыми видами рака, во-вторых, создание чувствительных методов диагностики вирусного гепатита и его наиболее опасной формы — гепатита В. Работы велись содружеством двух научных институтов Академии наук Латвийской ССР: в лаборатории нуклеиновых кислот Института органического синтеза под руководством академика АН Латвии и члена-корреспондента Российской АН Э.Грена и в Институте микробиологии имени Августа Кирхенштейна. Грен и его коллеги получили биосинтетический ген интерферона на матричной РНК лейкоцитов, а вирусологи под руководством академика Риты Александровны Кукайн участвовали в выделении матричной РНК при синтезе этого гена.

## Награды и премии
- Премия имени Августа Кирхенштейна (1982)
- Большая медаль Академии наук Латвии (1995)
- Премия Кабинета министров Латвии (2000)